# Otto Sirgo
Otto Sirgo Haller (Havana, 19 de dezembro de 1946) é um ator e diretor de telenovelas e teatro cubano-mexicano. Filho de Magda Haller casado com Maleni Morales, ambas atrizes.

## Filmografia

### Telenovelas
- Eternamente amándonos (2023) - Gabriel Garibay Montero
- Vencer el pasado (2021-2022) - Eusebio Valencia
- Falsa identidad 2 (2020) - Plácido Arismendi «El Apá»
- Preso No. 1 (2019) - Benito Rivas
- Ringo (2019) - Don Iván Garay
- Enemigo íntimo (2018) - Nemesio Rendón
- Tres veces Ana (2016-2017) .... Rodrigo Casasola
- Lo que la vida me robó (2014) .... Firmino
- Quiero amarte (2013-2014) .... Manuel Olazabal
- Cachito de cielo (2012) .... Gustavo Mendiola
- Por ella soy Eva (2012) .... Jesús Legarreta
- Ni contigo ni sin ti (2011) .... Octavio Torres Landa
- Llena de amor (2010) .... Juiz Pantoja
- Sortilégio (2009) .... Dr. Jorge Kruguer
- Un gancho al corazón (2008-2009) .... Salvador Ulloa
- Palabra de mujer (2007-2008) .... Mariano Álvarez y Junco
- Amar sin límites (2006-2007) .... Alfredo Toscano
- La esposa virgen (2005) .... Dr. Misael Mendoza
- Mujer de madera (2004) .... Leopoldo Rebollar
- Niña amada mía (2003) .... Octavio Uriarte
- El juego de la vida (2001-2002) .... Javier Álvarez
- Por un beso (2000-2001) .... Julio Otero Robles
- DKDA: Sueños de juventud (1999-2000) .... Eduardo Arias
- Alma rebelde (1999) .... Don Marcelo Rivera
- Una luz en el camino (1998) .... Padre Federico
- El secreto de Alejandra (1997) .... Carlos
- Lazos de amor (1995-1996) .... Eduardo Rivas
- Buscando el paraíso (1993-1994)
- Tenías que ser tú (1993)
- Alcanzar una estrella II (1991) .... Alejandro Loredo
- Alcanzar una estrella (1990) .... Alejandro Loredo
- Morir para vivir (1989)
- Rosa salvaje (1988) .... Ángel de la Huerta
- Un solo corazón (1986) .... Óscar Padilla
- Vivir enamorada (1982) .... Andrés
- Juegos del destino (1981)
- Divino tesoro (1980)
- Juventud (1980)
- Mamá Campanita (1978)
- Rina (1977) .... Omar
- La venganza (1977) .... Alfonso
- Barata de primavera (1975) .... Antonio
- Los miserables (1974)
- Marina (1974)
- El honorable señor Valdez (1973)
- Las gemelas (1972)
- Me llaman Martina Sola (1972)
- El amor tiene cara de mujer (1971) .... Cristian
- La cruz de Marisa Cruces (1970) .... Héctor
- Honor y orgullo (1969)

### Diretor
- El alma no tiene color (1997)
- Agujetas de color de rosa (1994)
- Dos mujeres en mi casa (1984)